# قارنة (إيران)
قارنة هي قرية في مقاطعة أصفهان، إيران. يقدر عدد سكانها بـ 100 نسمة بحسب إحصاء 2016.